# Aimulosia floridana
Aimulosia floridana is een mosdiertjessoort uit de familie van de Buffonellodidae. De wetenschappelijke naam van de soort is voor het eerst geldig gepubliceerd in 1947 door Osburn.